# 헨리크 4세

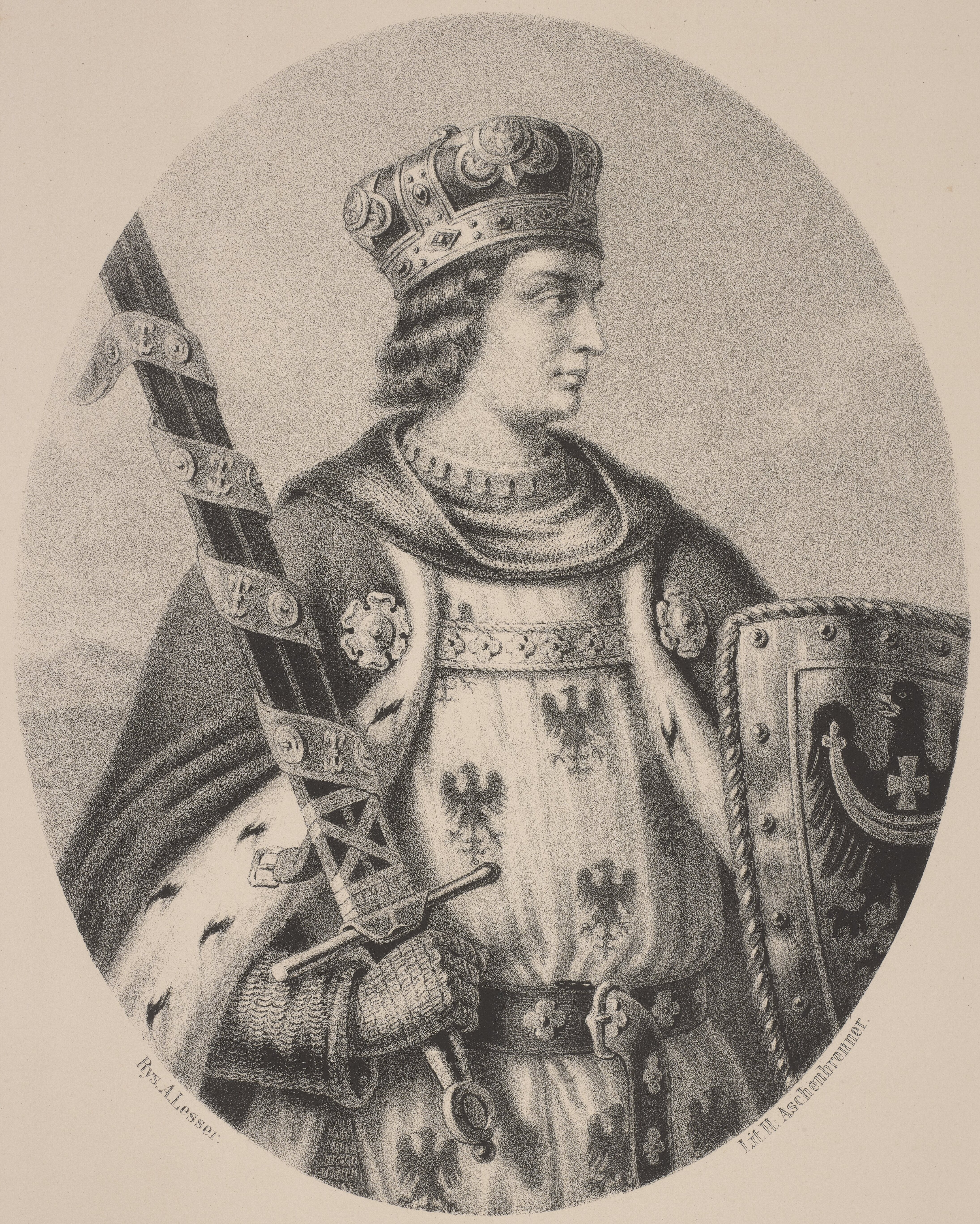
헨리크 4세

헨리크 4세(폴란드어: Henryk IV, 1258년경 ~ 1290년 6월 23일)는 폴란드 고공(재위: 1288년 ~ 1290년)이다. 실레시아-브로츠와프 공작(재위: 1266년 ~ 1290년)을 역임하였다. 별명은 청렴공(폴란드어: Probus / Prawy 프로부스 / 프라비[*]).

## 생애
실레시아-브로츠와프 공작을 역임한 헨리크 3세 비아위(Henryk III Biały)의 아들로 태어났다. 그의 어머니인 마조프셰의 유디트(Judith)는 마소프셰 공작을 역임한 콘라트 1세의 딸이다.
1266년 아버지가 사망하면서 삼촌인 잘츠부르크의 브와디스와프(Władysław)가 헨리크의 후견인 역할을 수행했다. 1267년 프라하로 이주하면서 보헤미아의 국왕이었던 오타카르 2세의 궁정에서 성장했지만 1270년 브와디스와프가 사망하면서 오카타르 2세가 브로츠와프 공작으로 즉위했다.
삼촌이 사망하면서 헨리크 4세는 브로츠와프로 귀환했고 아버지와 가까운 조언자였던 시몬 갈리쿠사(Simon Gallicusa)의 감독을 받으면서 성장했다. 1271년에는 보헤미아의 국왕인 오타카르 2세의 명령을 받고 헝가리 원정에 나서기도 했다. 이에 대해 헝가리의 공작들은 동맹 관계에 있던 비엘코폴스카(대폴란드), 마워폴스카(소폴란드)의 공작들과 함께 브로츠와프를 공격했다.
1273년 헨리크 4세는 성인이 되었음을 선언하고 공국의 통치권을 스스로 갖게 되었다. 이 시기부터 헨리크 4세는 보헤미아에서 독립을 원했다. 1276년 헨리크 4세는 보헤미아의 국왕 오타카르 2세와 독일의 국왕 루돌프 1세 간의 전쟁에서 보헤미아 군대에게 식량과 피난처를 제공했지만 1277년 옐치(Jelcz)에서 레그니차 공작 볼레스와프 2세 로가트카(Bolesław II Rogatka)에 의해 생포되어 투옥되고 만다.
헨리크 4세 투옥 사건은 여러 공작들로부터 비난을 샀다. 오타카르 2세와 동맹 관계에 있던 그워구프 공작 헨리크 3세 그워구프스키(Henryk III głogowski), 대폴란드 공작 프셰미수 2세(Przemysł II)는 헨리크 4세를 석방하라는 압력을 가했고 오타카르 2세 또한 석방 요구를 계속했다. 그러나 헨리크 4세의 석방을 요구했던 연합군은 1277년 4월 24일에 일어난 스톨레츠(Stolec) 전투에서 볼레스와프 2세의 아들인 헨리크 5세 브주하티(Henryk V Brzuchaty)에게 패배했고 헨리크 3세와 프셰미수 2세는 포로로 잡히고 만다.
헨리크 4세는 동맹 관계에 있던 오타카르 2세의 패배 소식을 들은 뒤에 적국의 요구를 받아들이면서 1277년 말에 석방되었다. 헨리크 4세는 몸값 대신 크로스노오잔스키에(Krosno Odrzańskie, 1273년부터 1274년까지 그워구프 공작이 획득했던 도시)를 볼레스와프 2세에게 양도했고 브로츠와프 공국의 영토 가운데 1/3을 볼레스와프 2세에게 양도했다.
1278년 오타카르 1세가 전투 중에 사망한 뒤에 헨리크 4세는 독일의 국왕인 루돌프 1세에게 충성을 맹세하게 된다. 1280년에는 빈에서 외교 협상을 벌이면서 폴란드의 군주 자리를 노린 헨리크 4세는 오폴레의 공작으로 있던 브와디스와프와 동맹 관계를 수립했다. 1280년에는 루돌프 1세로부터 크워츠코를 영지로 받았다.
1280년과 1281년에는 폴란드의 공작을 역임했던 레셰크 2세가 브로츠와프를 공격한 것에 대한 보복으로 크라쿠프를 공격했지만 실패하고 만다. 1282년부터 1287년까지는 브로츠와프 주교로 있던 토마스 2세 자렘바(Tomas II Zaremba)와의 분쟁을 벌였다. 1287년 헨리크 4세가 라치부시를 점령하면서 토마스 2세 자렘바는 헨리크 4세에게 충성을 맹세하게 된다.
1288년 9월 30일 레셰크 2세가 후사 없이 사망하면서 폴란드의 공작으로 즉위했지만 1290년에 급사하고 만다. 그의 공작위는 프셰미수 2세가 승계받았다.

## 결혼 생활
1280년 3월경에는 보지스와프(Wodzisław) 공작 부인 콘스탄차(Konstancja)와 결혼했지만 7년 가까이 아이를 낳지 못했고 1287년 아내의 불임을 이유로 이혼했다. 1288년에는 브란덴부르크-잘츠베델 변경백 오토 5세(Otto V)의 딸인 마틸다(Matilda)와 결혼했지만 아이를 낳지 못했다.

## 같이 보기
- 피아스트 왕조